# Heterodermia kalbii
Heterodermia kalbii är en lavart som beskrevs av Milton F.N. Martins & Marcelo Pinto Marcelli. Heterodermia kalbii ingår i släktet Heterodermia och familjen Physciaceae.   Inga underarter finns listade i Catalogue of Life.